# Cauchysche Integralformel
Die cauchysche Integralformel (nach Augustin Louis Cauchy) ist eine der fundamentalen Aussagen der Funktionentheorie, eines Teilgebietes der Mathematik. Sie besagt in ihrer schwächsten Form, dass die Werte einer holomorphen Funktion {\displaystyle f} im Inneren einer Kreisscheibe bereits durch ihre Werte auf dem Rand dieser Kreisscheibe bestimmt sind. Eine starke Verallgemeinerung davon ist der Residuensatz.

## Cauchysche Integralformel für Kreisscheiben

### Aussage
Ist {\displaystyle D\subseteq \mathbb {C} } offen, {\displaystyle f\colon D\to \mathbb {C} } holomorph, {\displaystyle a\in D} ein Punkt in {\displaystyle D} und {\displaystyle U:=U_{r}(a)\subset D} eine relativ kompakte Kreisscheibe in {\displaystyle D}, dann gilt für alle {\displaystyle z\in U_{r}(a)}, also für alle {\displaystyle z} mit {\displaystyle |z-a|<r}:
{\displaystyle f(z)={\frac {1}{2\pi \mathrm {i} }}\oint _{\partial U}{\frac {f(\zeta )}{\zeta -z}}\mathrm {d} \zeta }
Dabei ist {\displaystyle \partial U} die positiv orientierte Kurve  {\displaystyle t\mapsto a+re^{\mathrm {i} t}} für {\displaystyle t\in [0,2\pi ]} über den Rand von {\displaystyle U}.

### Beweis
Für festes {\displaystyle z\in U} sei die Funktion {\displaystyle g\colon U\to \mathbb {C} } definiert durch {\displaystyle w\mapsto {\tfrac {f(w)-f(z)}{w-z}}} für {\displaystyle w\neq z} und {\displaystyle w\mapsto f'(z)} für {\displaystyle w=z}. {\displaystyle g} ist stetig auf {\displaystyle U} und holomorph auf {\displaystyle U\setminus \{z\}}. Mit dem Integralsatz von Cauchy gilt nun
{\displaystyle 0=\oint _{\partial U}g=\oint _{\partial U}{\frac {f(\zeta )}{\zeta -z}}\mathrm {d} \zeta -f(z)\oint _{\partial U}{\frac {\mathrm {d} \zeta }{\zeta -z}}}.
Die Funktion {\displaystyle h\colon U\to \mathbb {C} }, {\displaystyle \textstyle w\mapsto \oint _{\partial U}{\tfrac {\mathrm {d} \zeta }{\zeta -w}}} ist holomorph mit der Ableitung {\displaystyle \textstyle h'(w)=\oint _{\partial U}{\frac {\mathrm {d} \zeta }{\left(\zeta -w\right)^{2}}}}, welche verschwindet, da der Integrand eine Stammfunktion (nämlich {\displaystyle \zeta \mapsto -{\tfrac {1}{\zeta -w}}}) hat. Also ist {\displaystyle h} konstant, und wegen {\displaystyle h(a)=2\pi \mathrm {i} } ist {\displaystyle h(z)=2\pi \mathrm {i} }.

## Folgerungen
- Für jede holomorphe Funktion gilt: Der Funktionswert im Mittelpunkt eines Kreises ist der Mittelwert der Funktionswerte auf dem Kreisrand. Verwende dabei {\displaystyle \zeta (t)=a+re^{\mathrm {i} t}\,,\ \mathrm {d} \zeta =\mathrm {i} re^{\mathrm {i} t}\mathrm {d} t}.

{\displaystyle f|_{U}(a)={\frac {1}{2\pi \mathrm {i} }}\oint _{\partial U}{\frac {f(\zeta )}{\zeta -a}}\mathrm {d} \zeta ={\frac {1}{2\pi \mathrm {i} }}\int _{0}^{2\pi }{\frac {f(a+re^{\mathrm {i} t})}{re^{\mathrm {i} t}}}\mathrm {i} re^{\mathrm {i} t}\,\mathrm {d} t={\frac {1}{2\pi }}\int _{0}^{2\pi }f(a+re^{\mathrm {i} t})\,\mathrm {d} t}
- Jede holomorphe Funktion ist beliebig oft komplex differenzierbar und jede dieser Ableitungen ist wieder holomorph. Mit der Integralformel ausgedrückt heißt das für {\displaystyle |z-a|<r} und {\displaystyle n\in \mathbb {N} _{0}}:

{\displaystyle f^{(n)}(z)={\frac {n!}{2\pi \mathrm {i} }}\oint _{\partial U}{\frac {f(\zeta )}{\left(\zeta -z\right)^{n+1}}}\mathrm {d} \zeta .}
- Jede holomorphe Funktion ist lokal in eine Potenzreihe entwickelbar für {\displaystyle |z-a|<r}.

{\displaystyle f(z)=\sum \limits _{n=0}^{\infty }\left({\frac {1}{2\pi \mathrm {i} }}\oint _{\partial U}{\frac {f(\zeta )}{\left(\zeta -a\right)^{n+1}}}\mathrm {d} \zeta \right)(z-a)^{n}=\sum \limits _{n=0}^{\infty }a_{n}(z-a)^{n}.}
- Mit der Integralformel für {\displaystyle f^{(n)}} folgt sofort, dass die Koeffizienten {\displaystyle a_{n}} genau die Taylor-Koeffizienten sind. Für die Koeffizienten gilt folgende Abschätzung, wenn {\displaystyle |f(z)|\leq M} für {\displaystyle |z-a|<r\ \Leftrightarrow z\in U_{r}(a)} gilt:

{\displaystyle |a_{n}|\leq {\frac {M}{r^{n}}}}
- Der Satz von Liouville (jede auf ganz {\displaystyle \mathbb {C} } holomorphe beschränkte Funktion ist konstant) lässt sich sehr schnell mit der Integralformel zeigen. Daraus ergibt sich zudem ein einfacher Beweis des Fundamentalsatzes der Algebra (jedes Polynom zerfällt in {\displaystyle \mathbb {C} } in Linearfaktoren). Allerdings lässt sich dieser auch bereits aus dem Cauchyschen Integralsatz folgern, siehe die hiesigen zwei Beweise.

### Beweise
Die Cauchysche Integralformel wird partiell differenziert, wobei man Differentiation und Integration vertauschen darf:
{\displaystyle {\begin{aligned}f^{(n)}|_{U}(z)&={\frac {\partial ^{n}f}{\partial z^{n}}}|_{U}(z)={\frac {1}{2\pi \mathrm {i} }}{\frac {\partial ^{n}}{\partial z^{n}}}\oint _{\partial U}{\frac {f(\zeta )}{\zeta -z}}\mathrm {d} \zeta \\&={\frac {1}{2\pi \mathrm {i} }}\oint _{\partial U}f(\zeta )\underbrace {{\frac {\partial ^{n}}{\partial z^{n}}}{\frac {1}{\zeta -z}}} _{n!/(\zeta -z)^{1+n}}\mathrm {d} \zeta ={\frac {n!}{2\pi \mathrm {i} }}\oint _{\partial U}{\frac {f(\zeta )}{(\zeta -z)^{1+n}}}\mathrm {d} \zeta \end{aligned}}}
Entwicklung von {\displaystyle {\frac {1}{\zeta -z}}} in der Cauchyschen Integralformel mit Hilfe der geometrischen Reihe ergibt
{\displaystyle {\begin{aligned}f|_{U}(z)&={\frac {1}{2\pi \mathrm {i} }}\oint _{\partial U_{r}(a)}{\frac {f(\zeta )}{\zeta -z}}\mathrm {d} \zeta ={\frac {1}{2\pi \mathrm {i} }}\oint _{\partial U_{r}(a)}{\frac {f(\zeta )}{\zeta -a-(z-a)}}\mathrm {d} \zeta \\&={\frac {1}{2\pi \mathrm {i} }}\oint _{\partial U_{r}(a)}{\frac {f(\zeta )}{\zeta -a}}{\frac {1}{1-{\frac {z-a}{\zeta -a}}}}\mathrm {d} \zeta \,{\overset {|{\frac {z-a}{\zeta -a}}|<1}{=}}\,{\frac {1}{2\pi \mathrm {i} }}\oint _{\partial U_{r}(a)}{\frac {f(\zeta )}{\zeta -a}}\sum _{n=0}^{\infty }\left({\frac {z-a}{\zeta -a}}\right)^{n}\mathrm {d} \zeta \\&=\sum _{n=0}^{\infty }\underbrace {\left({\frac {1}{2\pi \mathrm {i} }}\oint _{\partial U_{r}(a)}{\frac {f(\zeta )}{(\zeta -a)^{n+1}}}\mathrm {d} \zeta \right)} _{a_{n}}(z-a)^{n}\end{aligned}}}
Da für {\displaystyle |z-a|<|\zeta -a|=r} die geometrische Reihe gleichmäßig konvergiert, darf man gliedweise integrieren, d. h. Summe und Integral vertauschen. Die Entwicklungskoeffizienten sind:
{\displaystyle {\begin{aligned}a_{n}&={\frac {1}{n!}}f^{(n)}|_{U}(a)={\frac {1}{2\pi \mathrm {i} }}\oint _{\partial U_{r}(a)}{\frac {f(\zeta )}{(\zeta -a)^{n+1}}}\mathrm {d} \zeta \\&={\frac {1}{2\pi \mathrm {i} }}\int _{0}^{2\pi }{\frac {f(a+re^{\mathrm {i} t})}{(re^{\mathrm {i} t})^{n+1}}}\mathrm {i} re^{\mathrm {i} t}\,\mathrm {d} t={\frac {1}{2\pi r^{n}}}\int _{0}^{2\pi }f(a+re^{\mathrm {i} t})e^{-\mathrm {i} nt}\,\mathrm {d} t\end{aligned}}}
Für die Koeffizienten gilt folgende Abschätzung. Es existiere ein {\displaystyle M>0} mit {\displaystyle |f(z)|\leq M} für {\displaystyle |z-a|=r}; dann gilt für {\displaystyle n\in \mathbb {N} _{0}}:
{\displaystyle |a_{n}|=\left|{\frac {1}{2\pi r^{n}}}\int _{0}^{2\pi }f(a+re^{\mathrm {i} t})e^{-\mathrm {i} nt}\,\mathrm {d} t\right|\leq {\frac {1}{2\pi r^{n}}}\int _{0}^{2\pi }\underbrace {|f(a+re^{\mathrm {i} t})|} _{\leq M}\,\mathrm {d} t\leq {\frac {M}{r^{n}}}}
Ist {\displaystyle f} auf ganz {\displaystyle \mathbb {C} } holomorph und beschränkt, also {\displaystyle |f(z)|=|\sum _{n=0}^{\infty }a_{n}z^{n}|\leq M} für alle {\displaystyle z\in \mathbb {C} }, dann gilt wie vorher für alle {\displaystyle r>0}:
{\displaystyle |a_{n}|\leq {\frac {M}{r^{n}}}}
Da {\displaystyle r} beliebig war, gilt dann {\displaystyle a_{n}=0} für alle {\displaystyle n\in \mathbb {N} }. Somit folgt aus der Beschränktheit von {\displaystyle f}:
{\displaystyle f(z)=a_{0}}
Das heißt, jede beschränkte auf ganz {\displaystyle \mathbb {C} } holomorphe Funktion ist konstant (Satz von Liouville).

### Beispiel
Mit Hilfe der Integralformel können auch Integrale ausgerechnet werden:
{\displaystyle \oint _{\partial U_{2}(0)}{\frac {e^{2\zeta }}{\left(\zeta +1\right)^{4}}}\mathrm {d} \zeta ={\frac {2\pi \mathrm {i} }{3!}}{\frac {\mathrm {d} ^{3}}{\mathrm {d} z^{3}}}e^{2z}|_{z=-1}={\frac {8\pi \mathrm {i} }{3e^{2}}}}

## Cauchysche Integralformel für Polyzylinder
Die cauchysche Integralformel wurde auch auf den mehrdimensionalen, komplexen Raum {\displaystyle \mathbb {C} ^{n}} verallgemeinert. Seien {\displaystyle U_{1},\ldots ,U_{n}} Kreisscheiben in {\displaystyle \mathbb {C} }, dann ist {\displaystyle \textstyle U:=\prod _{i=1}^{n}U_{i}} ein Polyzylinder in {\displaystyle \mathbb {C} ^{n}}. Sei {\displaystyle f\colon U\to \mathbb {C} } eine holomorphe Funktion und {\displaystyle \xi \in U.} Dann ist die cauchysche Integralformel durch
{\displaystyle f(z_{1},\ldots ,z_{n})={\frac {1}{(2\pi i)^{n}}}\oint _{\partial U_{n}}\cdots \oint _{\partial U_{1}}{\frac {f(\xi _{1},\ldots ,\xi _{n})}{(\xi _{1}-z_{1})\cdots (\xi _{n}-z_{n})}}\mathrm {d} \xi _{1}\cdots \mathrm {d} \xi _{n}}
erklärt. Da der cauchysche Integralsatz im mehrdimensionalen Raum nicht gilt, kann diese Formel nicht analog zum eindimensionalen Fall aus ihm hergeleitet werden. Diese Integralformel wird daher mithilfe von Induktion aus der cauchyschen Integralformel für Kreisscheiben hergeleitet. Mithilfe der Multiindexschreibweise kann die Formel wieder zu 
{\displaystyle f(z)={\frac {1}{(2\pi i)^{n}}}\oint _{\partial U}{\frac {f(\xi )}{(\xi -z)}}\,\mathrm {d} \xi },
mit {\displaystyle \partial U=\partial U_{1}\times \cdots \times \partial U_{n}} verkürzt werden. Im mehrdimensionalen gilt ebenfalls die Formel
{\displaystyle D^{k}f(z_{1},\ldots ,z_{n})={\frac {k!}{(2\pi i)^{n}}}\oint _{\partial U_{n}}\cdots \oint _{\partial U_{1}}{\frac {f(\xi _{1},\ldots ,\xi _{n})}{(\xi _{1}-z_{1})^{k_{1}+1}\cdots (\xi _{n}-z_{n})^{k_{n}+1}}}d\xi _{1}\cdots d\xi _{n}}
für die Ableitungen der holomorphen Funktion {\displaystyle f} als auch die cauchysche Ungleichung 
{\displaystyle \left|D^{k}f(z)\right|\leq {\frac {M\cdot k!}{r^{k}}},}
wobei {\displaystyle \textstyle M:=\max _{\xi \in U}|f(\xi )|} und {\displaystyle r=(r_{1},\ldots ,r_{n})} der Radius des Polyzylinders {\displaystyle \textstyle U:=\prod _{i=1}^{n}U_{i}} ist. Eine weitere Verallgemeinerung dieser Integralformel ist die Bochner-Martinelli-Formel.

## Cauchysche Integralformel für Zyklen
Eine Verallgemeinerung der Integralformel für Kreiskurven stellt die Version für Zyklen dar:
Ist {\displaystyle D\subseteq \mathbb {C} } ein Gebiet, {\displaystyle f\colon D\to \mathbb {C} } holomorph und {\displaystyle \Gamma } ein nullhomologer Zyklus in {\displaystyle D}, dann gilt für alle {\displaystyle z\in D}, die nicht auf {\displaystyle \Gamma } liegen, folgende Integralformel:
{\displaystyle \operatorname {ind} _{\Gamma }(z)f(z)={\frac {1}{2\pi \mathrm {i} }}\int _{\Gamma }{\frac {f(\zeta )}{\zeta -z}}\mathrm {d} \zeta }
Dabei bezeichnet {\displaystyle \operatorname {ind} _{\Gamma }(z)} die Umlaufzahl von {\displaystyle \Gamma } um {\displaystyle z}.